# Неопознанный плавающий объект
Неопо́знанный пла́вающий (подво́дный) объект (НПО) — восприятие предмета или свечения в гидросфере Земли неизвестного происхождения. Термин «НПО» был введён по аналогии с термином «НЛО» — таким же явлением, но наблюдаемым в атмосфере или в космосе.

## Некоторые разновидности НПО

### «Квакеры»
Нередко НПО преследуют подводные лодки, что сопровождается улавливанием акустиками от них характерных звуков, напоминающих кваканье лягушки, из-за чего подводники прозвали их «квакерами» (не путать с религиозным течением квакеров).
Во время Холодной войны этот феномен стал изучаться военными учёными. Стали подозревать, что это миниатюрные подводные лодки — шпионы США, или стационарные объекты глобального позиционирования, задача которых — запеленговать лодку вероятного противника. Однако с этим было не так всё просто. С каждым годом «квакеры» встречались всё чаще, их радиус действия расширился: теперь их можно было встретить от Баренцева моря до северной Атлантики. Гипотеза о том, что это стационарные объекты, не подтвердилась: «квакеры» просто преследовали лодки, что свидетельствовало бы об их автономности. Если они автономны, то ими должен кто-то управлять, или это должен быть робот, с искусственным интеллектом, что было бы слишком дорого даже для США.
Сами по себе они не представляют угрозы для подводных лодок. Они просто сопровождают их и зачастую, доплыв до определённого района, исчезают.

### Светящиеся «колёса» на воде
Сообщалось также, что недалеко от поверхности воды наблюдали огни чаще всего белого или зелёного цветов, похожие на колёса с прямыми или изогнутыми «спицами», иногда вращающиеся. Диаметр подобных «колёс» может быть различен, от нескольких футов до нескольких миль. 
Чаще всего свет исходит непосредственно с водной поверхности или же из-под неё, хотя в некоторых сообщениях речь шла о светящейся дымке над водой. Были сообщения и о нескольких светящихся «колёсах», находящихся недалеко друг от друга. О вращающихся «колёсах» упоминают в основном в Индийском океане, Китайском море и в Персидском заливе.
Упоминания о таких явлениях можно найти и в средневековых текстах. У европейских моряков увидеть такие «колёса» считалось очень плохой приметой, на востоке же — напротив, добрым знаком. Китайские моряки называли их «колёсами Будды», европейцы — «дьявольской каруселью».

## Случаи
20 июля 1967 года команда аргентинского корабля «Навьеро», как сообщается в вахтенном журнале, на расстоянии 120 миль от бразильского побережья 15 минут наблюдала двигавшийся по воде возле судна сверкающий голубовато-белым сиянием гладкий сигарообразный объект 30-метровой длины, который затем погрузился под воду, прошёл под судном и исчез под водой.
Во времена Холодной войны часто встречались иностранные подводные лодки в территориальных водах Аргентины и не все они были опознаны.
В то же время — многочисленные случаи появления НПО в территориальных водах (фьордах) Норвегии (почти всегда приписываемые «советским подводным лодкам», но практически никогда это не было доказано).

## Изучение феномена
Первой книгой, в которой содержались сведения о неопознанных плавающих объектах, стала The book of the damned (1919) Ч. Г. Форта.
Профессор океанографии Гамбургского университета Курт Калле проанализировал 70 сообщений об аномальном свечении под водой за 60 лет по записям в вахтенных журналах, описывающих явления в шельфовых районах Аденского и Персидского заливов, в заливе Мартабан, в Малаккском проливе, в море Борнео и Сиамском заливе. Калле пришел к выводу, что описания явлений многих очевидцев почти совпадают.

### Версии
Существует множество водных живых существ, живущих в морской воде, которые способны светиться в темноте при люминесценции: морской чёрт, рыба-гадюка, некоторые кальмары. Также науке известны динофлагеллаты, разновидность фитопланктона, создающие короткие световые вспышки, настолько яркие, что при них можно читать текст. Под действием волн, создаваемых кораблями, эти существа могут вызвать свечение водной поверхности.
Идеи о существовании подводных цивилизаций известны с древности и также разрабатывались писателями-фантастами.

## Связь с феноменом НЛО
Неопознанные летающие объекты в некоторых случаях бывали замечены возле воды. Некоторые очевидцы сообщали, что НЛО могут уходить под воду, вылетать из-под воды или водить по воде пучком света. В целом для них разница плотностей воздуха и воды не представляет трудностей в передвижении, но все же не отмечено ни одного случая передвижения НЛО под водой со сверхзвуковой скоростью, в отличие от атмосферы. 
Во второй половине 1940-х годов из Скандинавии, Швеции и др. стран северной Европы поступали сообщения о так называемых «ракетах-призраках» (сигарообразных НЛО, оставляющих огненные следы), которые уходили под воду.
В книге А. Сандерсона «Невидимые резиденты» приведено свыше 30 случаев, когда капитаны кораблей, моряки, служащие береговой охраны, рыбаки и местные жители сообщали о снижении неопознанных летающих объектов и о погружении их в реки, озёра, моря и океаны. Таких НЛО может быть сразу несколько. Иногда перед тем, как войти в воду, НЛО совершали манёвры над кораблями.
В марте 1966 года очевидцы на берегу залива Сан-Хорхе (Аргентина) видели на высоте 12 метров от воды сигарообразный объект 20-метровой длины, отблескивавший, как металл. 
Ранее, 19 августа 1959 года с борта аргентинского фрегата «Эроина» был зафиксирован некий объект, предположительно подводная лодка.